# Burg Hausfreden
Die Burg Hausfreden war eine Mitte des 14. Jahrhunderts errichtete Spornburg unmittelbar an der Leine nahe Freden in Niedersachsen. Ab 1400 betätigten sich deren Burgherren als Raubritter. Daraufhin zerstörte 1402 eine Streitmacht verbündeter Territorialherren die Burg nach nur rund 50 Jahren ihres Bestehens.

## Geografische Lage
Die Burganlage liegt etwa 1,5 Kilometer südöstlich von Freden. Sie befindet sich auf einem steilen, heute bewaldeten Bergsporn, der sich unmittelbar über die Leine erhebt. Aus der erhöhten Position ließ sich das Leinetal als wichtiger Nord-Süd-Verbindungsweg überwachen. Dadurch kam der Burg im Mittelalter eine hohe strategische Bedeutung zu.

## Beschreibung

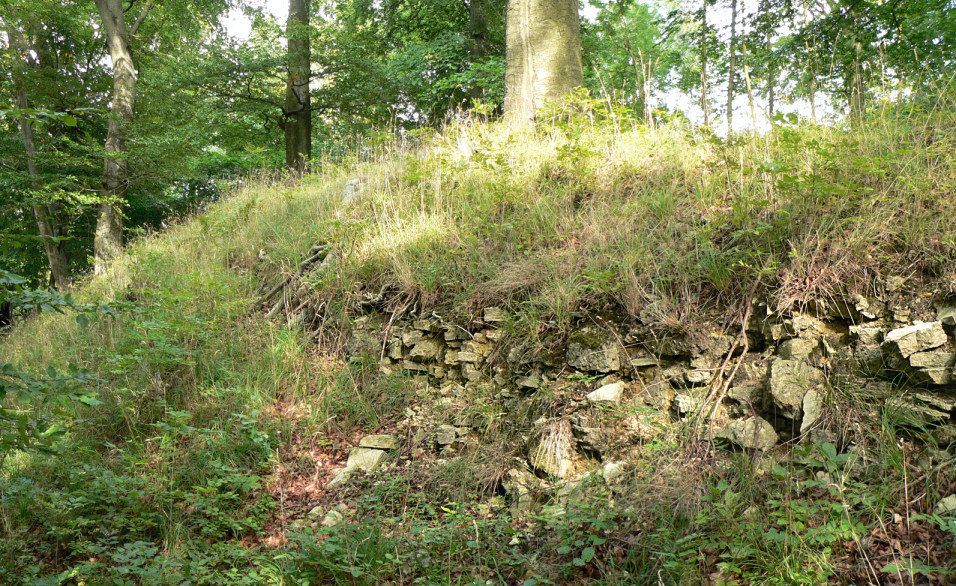
Überwachsener Mauerrest der Ringmauer (2007)

Die Burg wurde auf einem kleinräumigen Bergplateau errichtet. Die Ringmauer umschloss eine rechteckige Fläche von 65 × 30 Meter. Der Grundriss ist heute noch deutlich erkennbar, da Mauerreste aus dem Boden ragen oder eine wallförmige Erhebung bilden. Zwei Vertiefungen auf dem Burgplatz deuten auf das frühere Vorhandensein eines runden und eines viereckigen Turmes hin, es könnte sich auch um Zisternen gehandelt haben. Das Burgplateau wurde durch einen Burggraben geschützt, der heute noch mächtige Ausmaße hat. Ein in den steinernen Untergrund gehauener, tiefer Abschnittsgraben sicherte das Burgplateau zu dem sich anschließenden Bergrücken.
1962 wurde das Burggelände bei einer Ausgrabung von begrenztem Umfang archäologisch untersucht. Sie förderte Keramikreste und einzelne Eisenteile, wie einen Ring und ein Eisensporn, zutage. Die Fundstücke entsprachen dem durch die Überlieferung bekannten Alter der Anlage aus dem 14. Jahrhundert.

## Geschichte

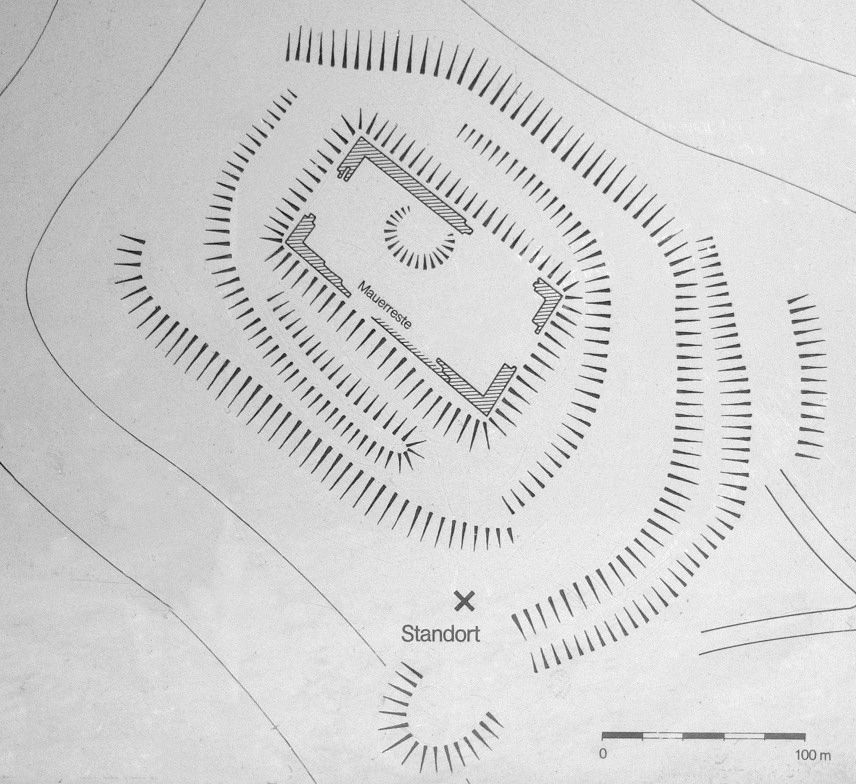
Grundriss

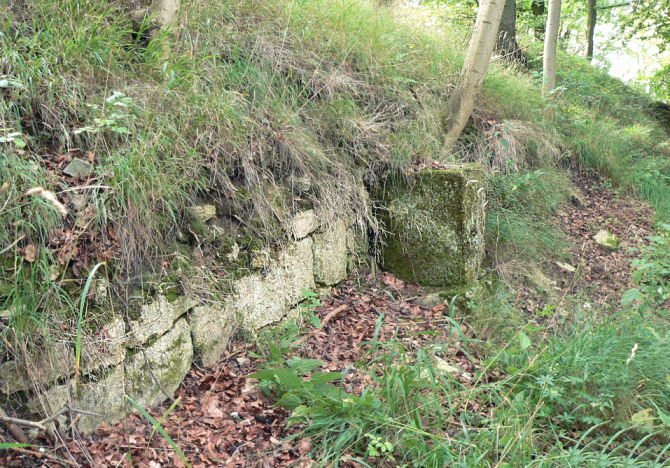
Ringmauerrest (2007)

Erbauer der Burg waren die Herren von Freden. Sie bewirtschafteten eine noch heute bestehende Domäne wenige hundert Meter südöstlich der Burgstelle. 1344 wurden sie vom Hildesheimer Bischof mit dem Ort Freden belehnt und erhielten die Erlaubnis zum Bau einer Befestigung. Die daraufhin errichtete Burg Hausfreden veräußerten die Erbauer 1382 zur Hälfte an die Welfen. Diese überließen die Anlage den Herren von Wettberg als Pfandbesitz. Ihre Nachfolger waren ab 1400 die Herren von Reden, die sich von der Burg aus als Raubritter betätigten. Daraufhin bildeten der Hildesheimer Bischof, mehrere Welfenherzöge, einzelne Städte und weitere Adlige eine Allianz. Ziel war die Vertreibung der Herren von Reden. Im Mai 1402 lagen die Verbündeten mit 2000 Mann vor der Burg und schossen sie in einer einwöchigen Belagerung mit einer großkalibrigen Geschütz „Grote Busse“ der Stadt Göttingen sturmreif. Sicher ist, dass die „Grote Busse“ wohl wegen zu starker Ladung an der Pulverkammer brach und ein Erfurter Geschütz beim Landgrafen Balthasar von Thüringen angefordert wurde. Allerdings wurde die Belagerung abgebrochen, so dass jenes Geschütz wohl nicht mehr zum Einsatz kam. Die Sage erzählt, dass bei einem Rohrkrepierer die Verteidiger einen Ausfall gemacht haben und entkommen sein sollten. Nach der Einnahme sei die Burg geschleift und nicht wieder aufgebaut worden. In den nachfolgenden Jahrhunderten dienten die baulichen Reste der umliegenden Bevölkerung als Steinbruch, was die wenigen heute vorhandenen Steinreste erklärt.

## Befestigungsanlagen in der Nähe
- Eringaburg, Ammensen
- Burg Greene, Greene
- Burg Winzenburg, Winzenburg
- Dörhai (Wallanlage), Winzenburg
- Tiebenburg
- Hohe Schanze
- Läsekenburg
- Ohlenburg